# Pico do Carvão
O Pico do Carvão é uma elevação portuguesa de origem vulcânica localizada na ilha de São Miguel, arquipélago dos Açores.
Este acidente geológico tem o seu ponto mais elevado a 813 metros de altitude acima do nível do mar.
Esta formação geológica encontra-se incerida no Maciço das Sete Cidades e as suas próximades são povoadas por várias lagoas, como é o caso da Lagoa do Carvão, da Lagoa do Caldeirão Grande, da Lagoa do Peixe, daLagoa das Achadas e da Lagoa das Éguas. Encontra-se ainda nas suas imediações o Pico do Boi e o Pico das Éguas.